# Intendencia de Santiago de Chile
La intendencia de Santiago o provincia de Santiago (formalmente, Intendencia de ejército y Provincia de Santiago), fue un área administrativa creada en 1786, integrante de la Monarquía Católica dentro de la Capitanía General de Chile. El gobierno político y militar de Valparaíso estaba sujeto el intendente de Santiago en lo relativo a la Real Hacienda y a la causa de policía (política).
Con las reformas borbónicas durante el siglo XVIII se crearon las provincias o intendencias, regidas por un gobernador intendente. Estas se dividían en partidos. Las intendencias de Chile (Santiago y Concepción) fueron creadas por disposición del virrey del Perú Teodoro de Croix y del visitador real Jorge Escobedo, por auto de 14 de enero de 1786. Se ordenó que las dos nuevas intendencias se rigieran por la Real Ordenanza de Intendentes de Ejército y Provincia dispuesta por el rey para el virreinato del Río de la Plata el 28 de enero de 1782, y que también se aplicaba en el virreinato del Perú con modificaciones. Fue convalidada por real orden de 6 de febrero de 1787. La creación fue comunicada en Chile por bando de 14 de junio de 1786.
Así se establece la Intendencia de Santiago con límites el despoblado de Atacama por el norte y el río Maule por el sur.
A fines del siglo XVIII, se crea el partido de Huasco, el partido de Curicó, el partido de Petorca. Posteriormente, aparece el partido de Cuzcúz, que más tarde es llamado partido de Illapel.
Con la independencia, ocurre un nuevo cambio en la división política-administrativa del país. En 1811, se crea la provincia o intendencia de Coquimbo, a partir de la intendencia de Santiago, estableciendo como límite al río Choapa. 
En 1822, se derogan constitucionalmente las intendencias y se crean los departamentos, regidos por un delegado directorial. Se conservan los distritos y cabildos. 
En 1823, la nueva Constitución establece departamentos; delegaciones; subdelegaciones; prefecturas e inspectorias. Se crean municipalidades en cada delegación y en las subdelegaciones que se considere necesario. Los departamentos equivalen a las antiguas provincias (intendencias). Las delegaciones equivalen a los antiguos partidos. Las municipalidades equivalen a los antiguos cabildos. Así, la antigua provincia o intendencia de Santiago, pasa a llamarse departamento de Santiago.
En 1826, con las leyes federales, se crean 8 provincias. Del antiguo territorio de la Intendencia se divide en las nuevas provincias de Aconcagua, Santiago, y Colchagua. Finalmente la Constitución de 1828, reitera el mismo esquema. 

## Límites
- Al norte: El despoblado de Atacama
- Al sur: El río Maule y la intendencia de Concepción

Desde 1811:
- Al norte: El río Choapa, y la intendencia de Coquimbo
- Al sur: El río Maule, y la intendencia de Concepción

## Administración
La sede de la intendencia de Santiago, estaba en la ciudad de Santiago del Nuevo Extremo.

## Los gobernadores intendentes
La intendencia de Santiago es regida por el gobernador de Chile, que es a su vez, gobernador intendente de Santiago.
El primer gobernador intendente fue el Brigadier don Ambrosio de Benavides, con la superintendencia de toda la Capitanía General de Chile.

## Partidos
Inicialmente estaba compuesta por 9 partidos: Copiapó, Coquimbo, Aconcagua, Quillota, Santiago, Melipilla, Rancagua, Colchagua y Maule. Hacia fines del siglo XVIII los partidos eran los siguientes:
| Partido              | Cabecera                                      |
| -------------------- | --------------------------------------------- |
| Santiago             | ciudad de Santiago del Nuevo Extremo          |
| Copiapó              | Villa de San Francisco de la Selva            |
| Huasco (1789)*       | Villa de San Ambrosio de Ballenary            |
| Coquimbo             | ciudad de San Bartolomé de la Serena          |
| Cuzcúz (1787)**      | Villa de San Rafael de Rozas                  |
| Quillota             | Villa de San Martín de la Concha              |
| Valparaíso (1791)*** | Puerto de Valparaíso                          |
| Aconcagua            | Villa de San Felipe el Real                   |
| Melipilla            | Villa de San José de Logroño                  |
| Rancagua             | Villa de Santa Cruz de Triana                 |
| Colchagua            | Villa de San Fernando el Real de Tinguiririca |
| Curicó (1792)****    | Villa de San José de la Buenavista            |
| Maule                | Villa de San Agustín de Talca                 |

* segregada de Copiapó y Coquimbo
** segregada de Quillota
*** segregada de Quillota
**** segregada de Colchagua y Maule
Elaborado a partir de Vicente Carvallo Goyeneche. Descripción Histórico Geografía del Reino de Chile precedida de una biografía del autor por don Miguel L. Amunátegui. Tomos III En: Colección de Historiadores de Chile y documentos relativos a la Historia Nacional. Tomo X. Santiago de Chile. 1875
Después de la segregación de la Intendencia de Coquimbo:
| Partido    | Cabecera                                      |
| ---------- | --------------------------------------------- |
| Santiago   | ciudad de Santiago del Nuevo Extremo          |
| Petorca    | Villa de Santo Domingo de Rozas de La Ligua   |
| Quillota   | Villa de San Martín de la Concha              |
| Valparaíso | Puerto de Valparaíso                          |
| Aconcagua  | Villa de San Felipe el Real                   |
| Los Andes  | Villa de Santa Rosa de los Andes              |
| Melipilla  | Villa de San José de Logroño                  |
| Rancagua   | Villa de Santa Cruz de Triana                 |
| Colchagua  | Villa de San Fernando el Real de Tinguiririca |
| Curicó     | Villa de San José de la Buenavista            |
| Maule      | Ciudad de San Agustín de Talca                |

Con la Constitución de 1823, los antiguos Partidos se llaman Delegaciones.